# Espagíria
Alquimia Espagírica é o termo utilizado para fitoterapia que utiliza técnicas alquimistas. Este processo envolvem fermentações, destilações e extrações de compoentes minerais de madeiras e plantas.

## Descrição
A espagíria é a aplicação da arte da alquimia na preparação de tinturas vegetais e metálicas e, bem assim, na de compostos minerais, de espíritos e de mênstruos. Ela consiste em provocar uma evolução da matéria para a purificar e exaltar o que não é possível fazer sem longas e sutis operações que alguns autores antigos nunca revelaram claramente.
Espagíria, na terminologia grega, significa separar, dividir e coligar ou unir. A arte espagírica foi praticada desde os mais recuados tempos, florescendo nos principais núcleos de civilização conhecidos.
As preparações espagíricas são baseadas em obras naturais da Geração Universal, pelas quais se pode extrair da matéria a sua quinta-essência, cuja constituição pode ser enobrecida de forma que possam ser assimiladas pelo ser humano.
A tintura é uma simples maceração de uma planta medicinal num meio alcoólico, normalmente a 60 graus. A preparação espagírica abre a planta, isto é, separa alquimicamente os seus componentes primordiais, Mercúrio, Enxofre e Sal e, depois, volta a uní-los numa combinação íntima na Circulação.
Mas, o grande Arcano vegetal é o Primeiro Ser vegetal ou a volatilização do Sal. Este é um dos segredos da espagíria vegetal que poucos artistas conhecem e os que a conhecem, conforme a tradição, nunca o revelam em linguagem clara. 